# Госс, Николя
Николя Госс или Франсуа Николя-Луи Госс (2 октября 1787[…], Париж — 9 февраля 1878[…], Сонкур-сюр-Марн) — французский исторический живописец.

## Биография

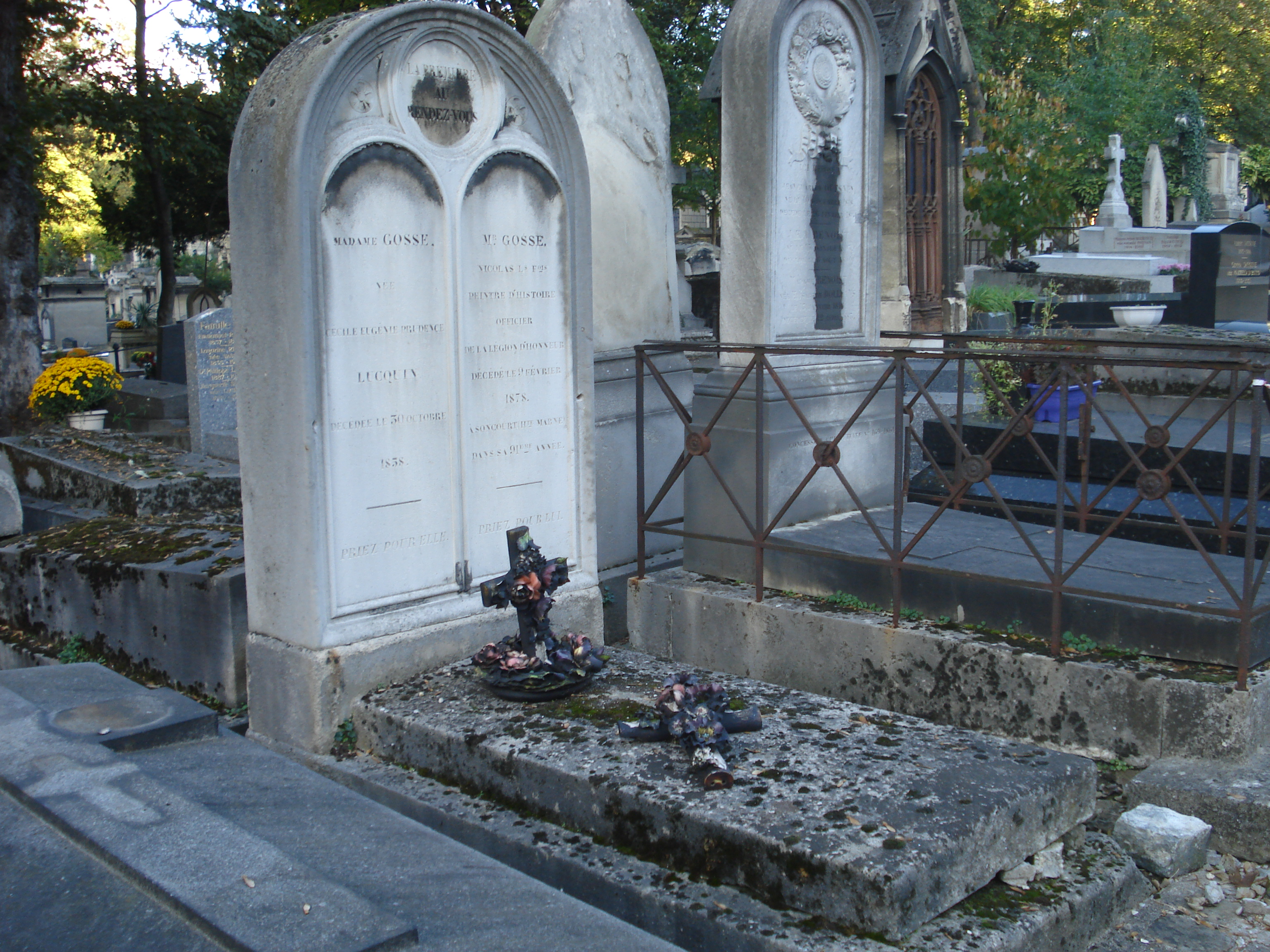
Могила Николя Госса. Париж, кладбище Монмартр.

Родился в Париже 2 октября 1787 года в семье Ноэль-Франсуа Госса и Мари Леклерк. Женился на Сесиль-Эжени-Пруденс Люкин.
Учился в школе изящных искусств у Франсуа-Андре Венсана, который обучил его искусству точного рисунка, ярких штрихов и контрастных тонов. Жанровые картины в стиле «трубадур», которые он выставлял в парижском салоне с 1808 по 1870 год, демонстрировали сцены наполеоновской эры, а также эпохи правления Карла X и Луи-Филиппа I (историческая галерея Версаля). Он получил медаль третьего класса в 1819 году, затем второго класса в 1824 году. В 1828 году он стал кавалером ордена Почётного легиона, а в 1870 году получил звание офицера этого ордена.
Госс — дядя художника Эмиля Бена (1825—1897), который был его учеником.
Умер 9 февраля 1878 года в парижском пригороде Сонкур-сюр-Марн; похоронен в Париже на кладбище Монмартр рядом со своей женой, которая умерла в Париже 30 октября 1858 года.

## Галерея

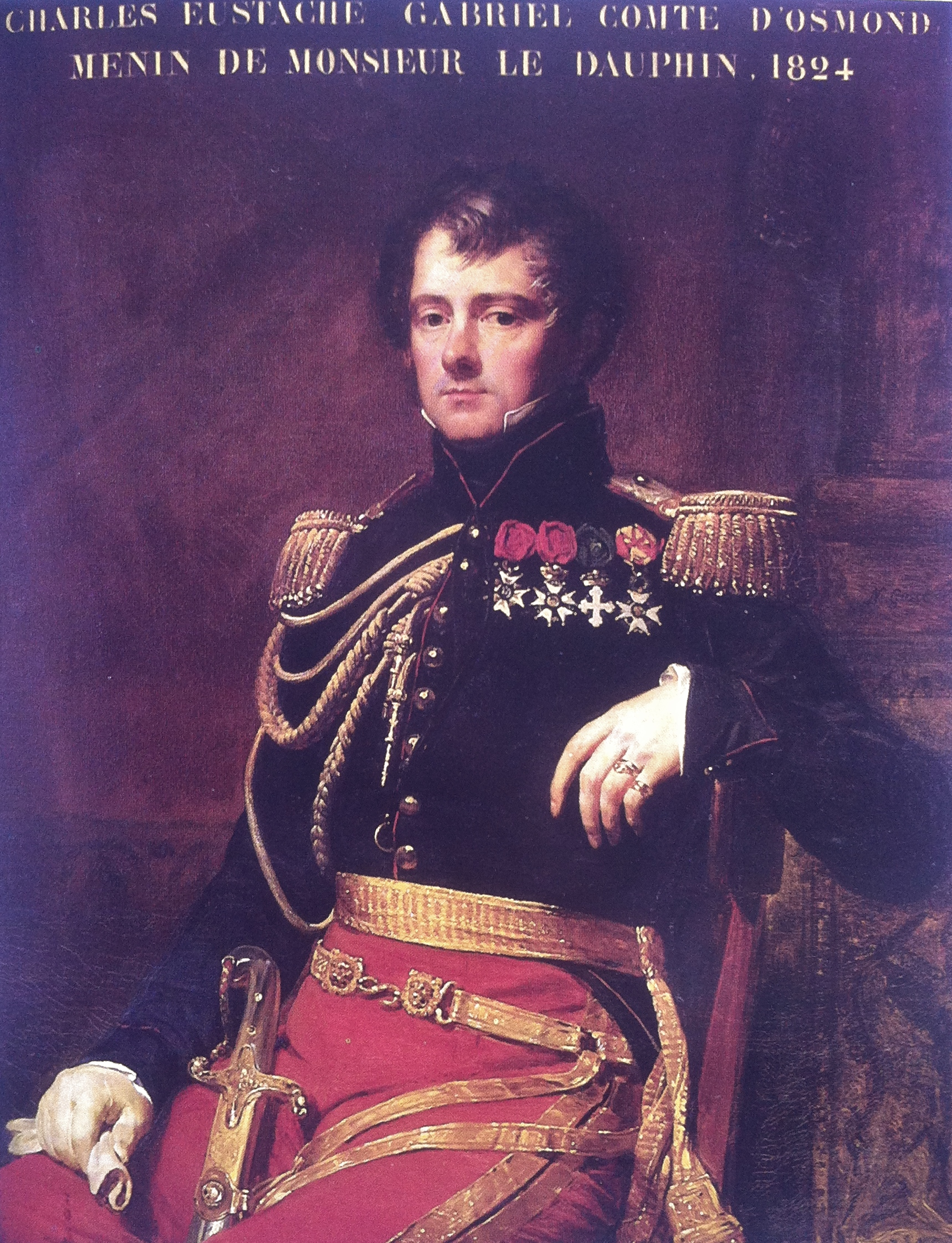
Портрет графа Райнульфа д’Осмонда, 1824.
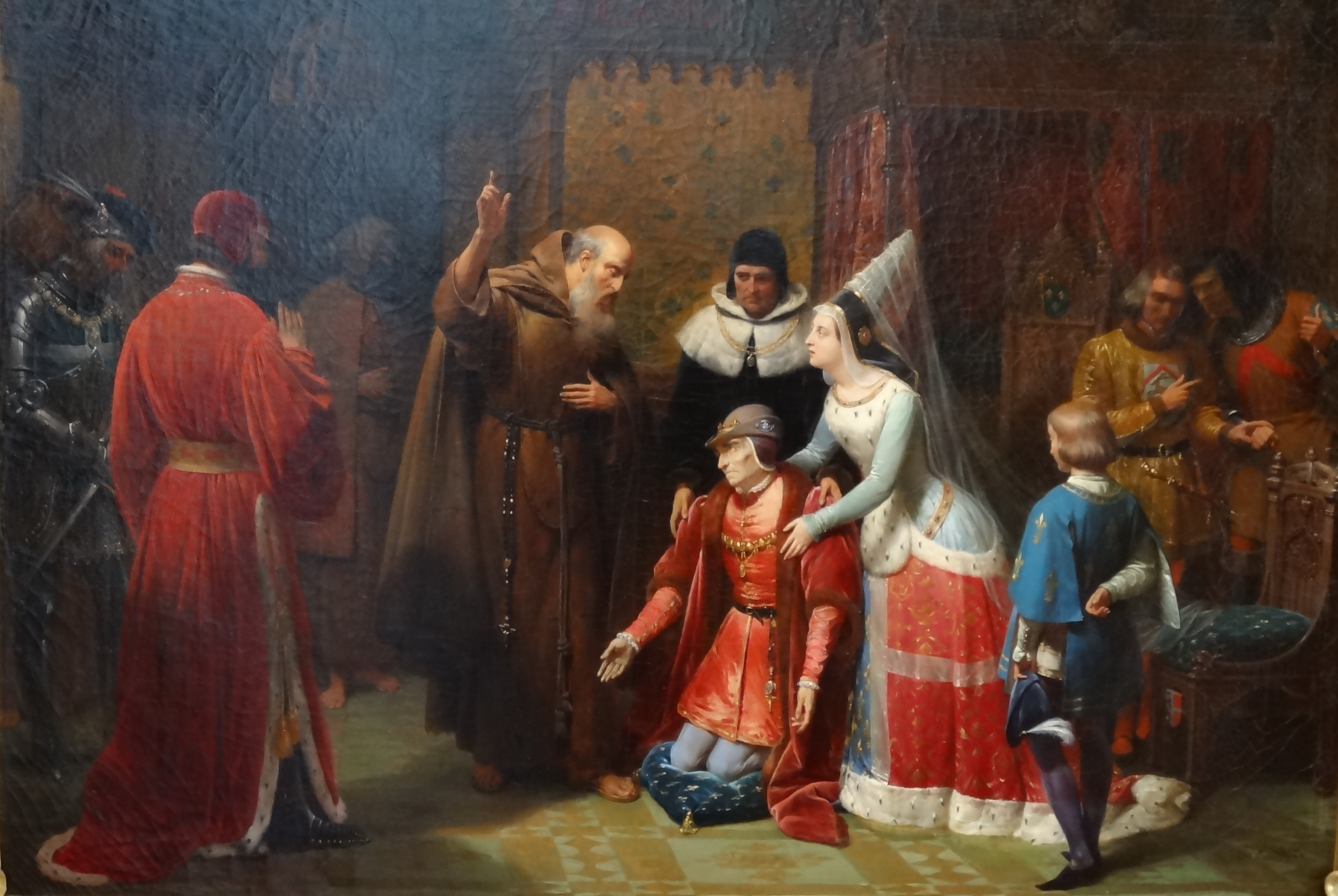
Людовик XI на коленях перед святым Франциском из Паолы. Музей Анны де Божё, Мулен.
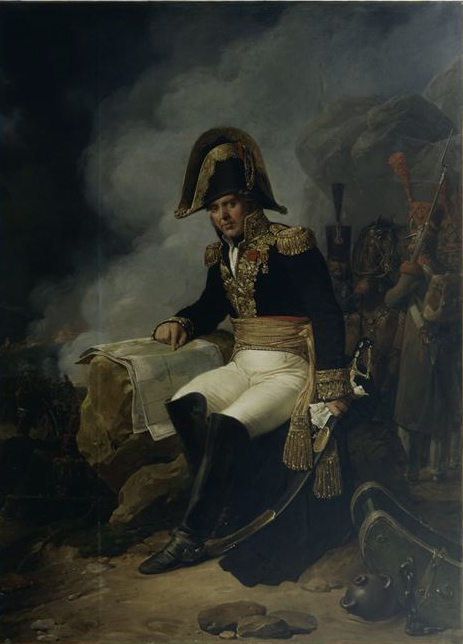
Портрет генерала Фрера. 1808, Музей армии (Париж).
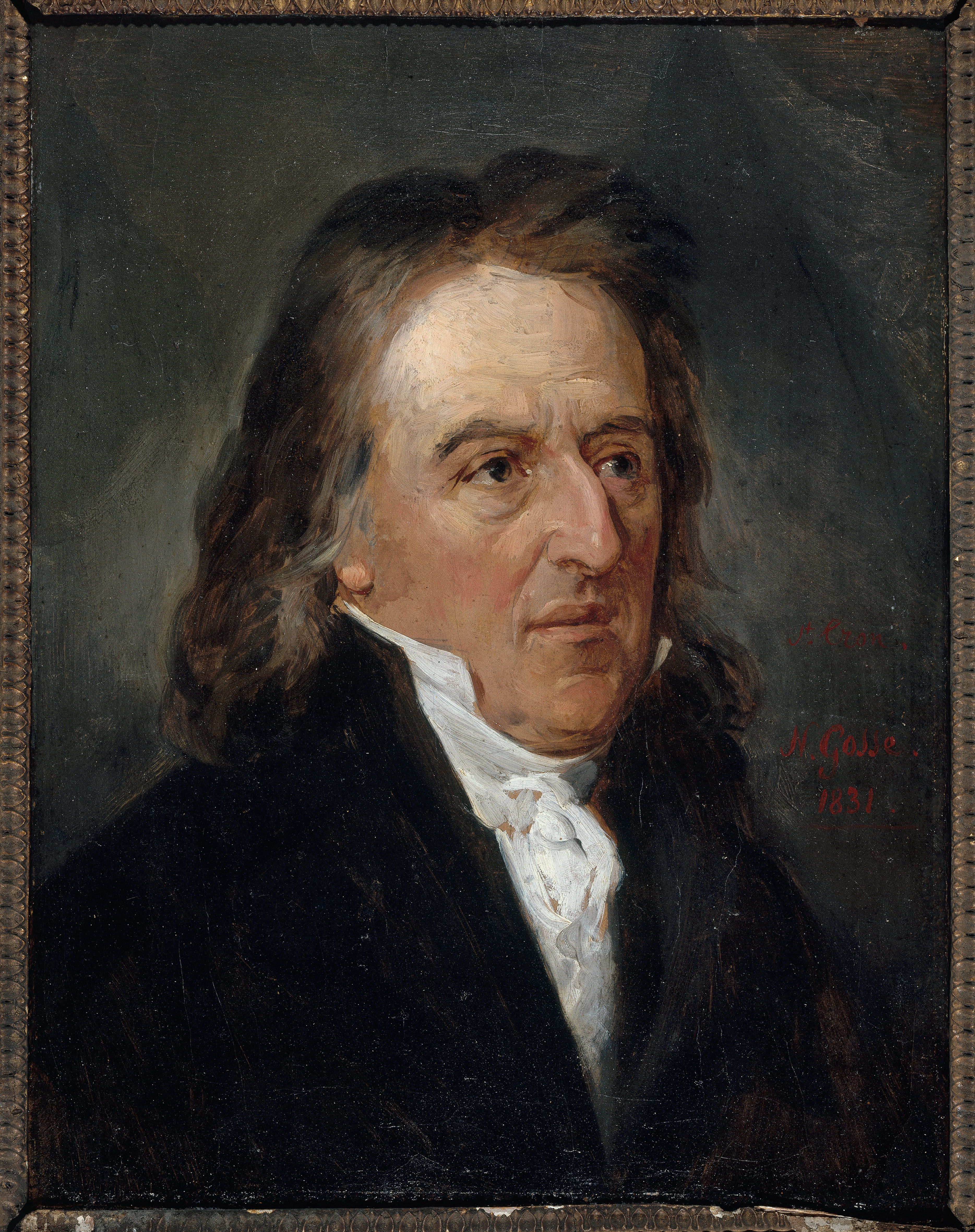
Портрет Франсуа Антуана де Буасси д’Англа, музей Карнавале, Париж.
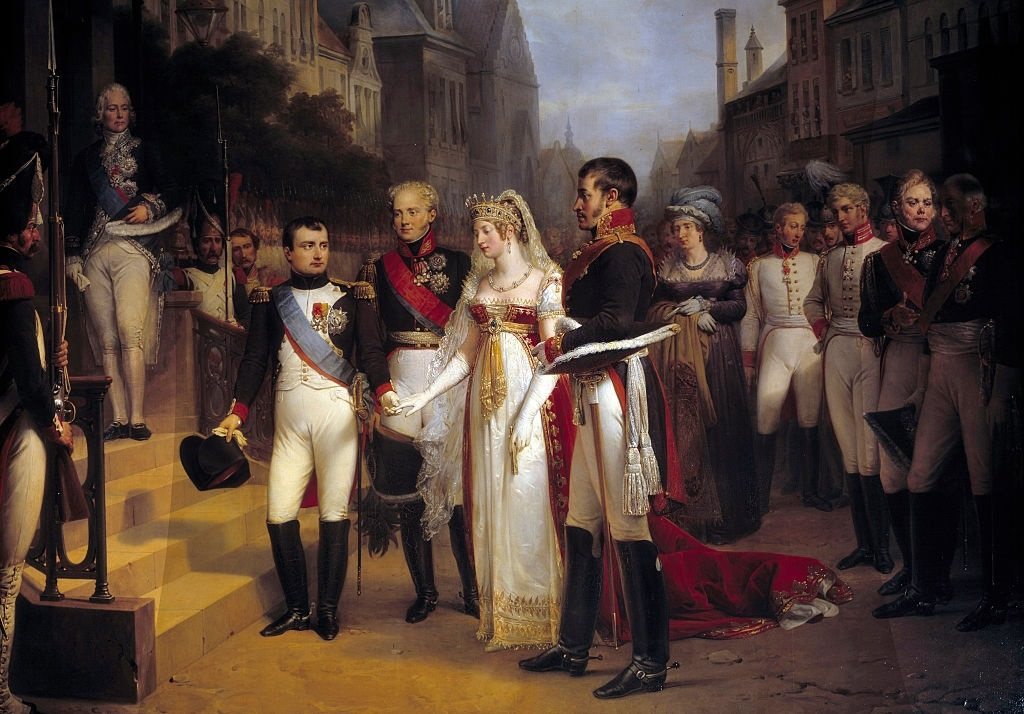
Тильзитское свидание 1807 года.
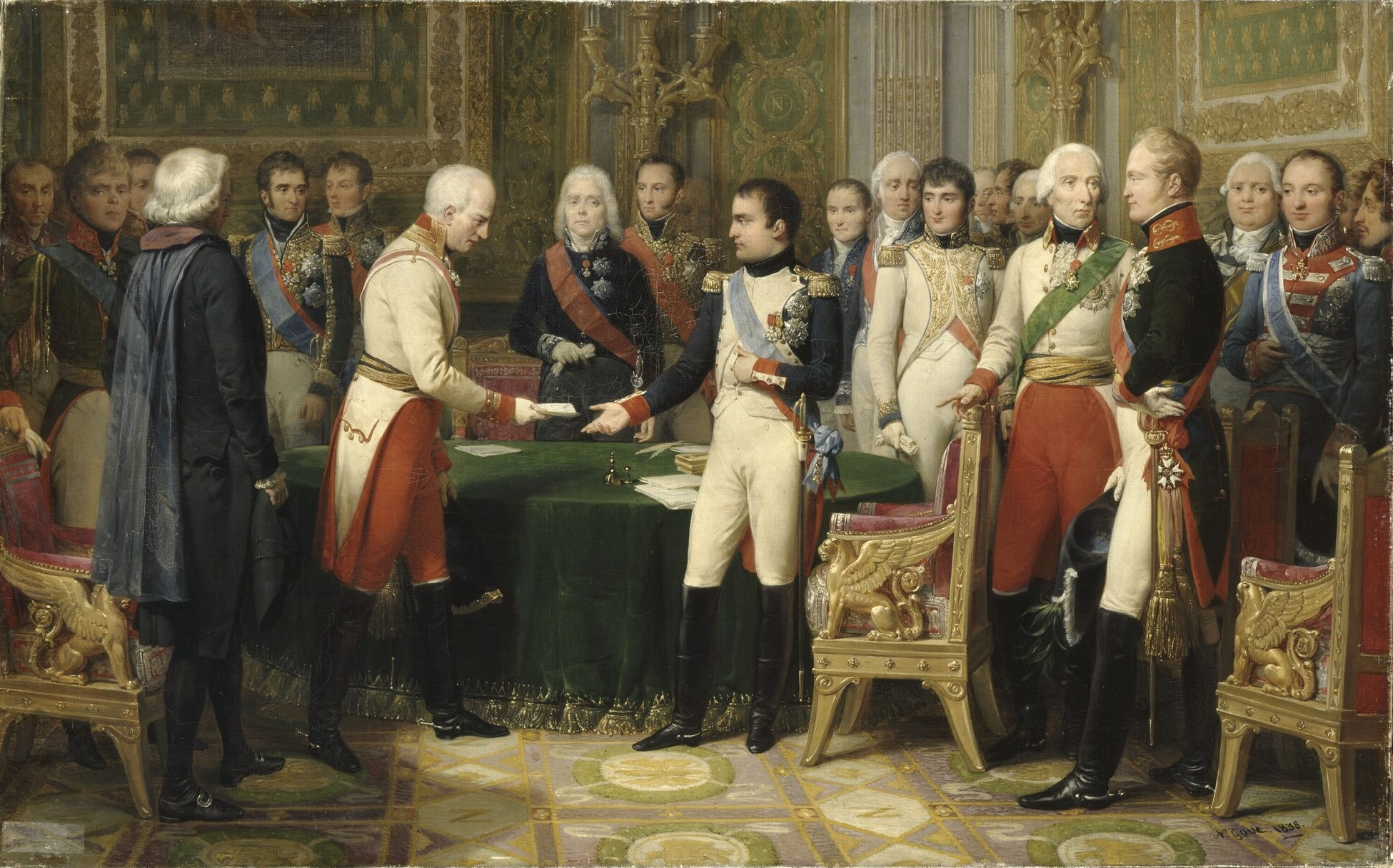
Эрфуртский конгресс. Версаль.
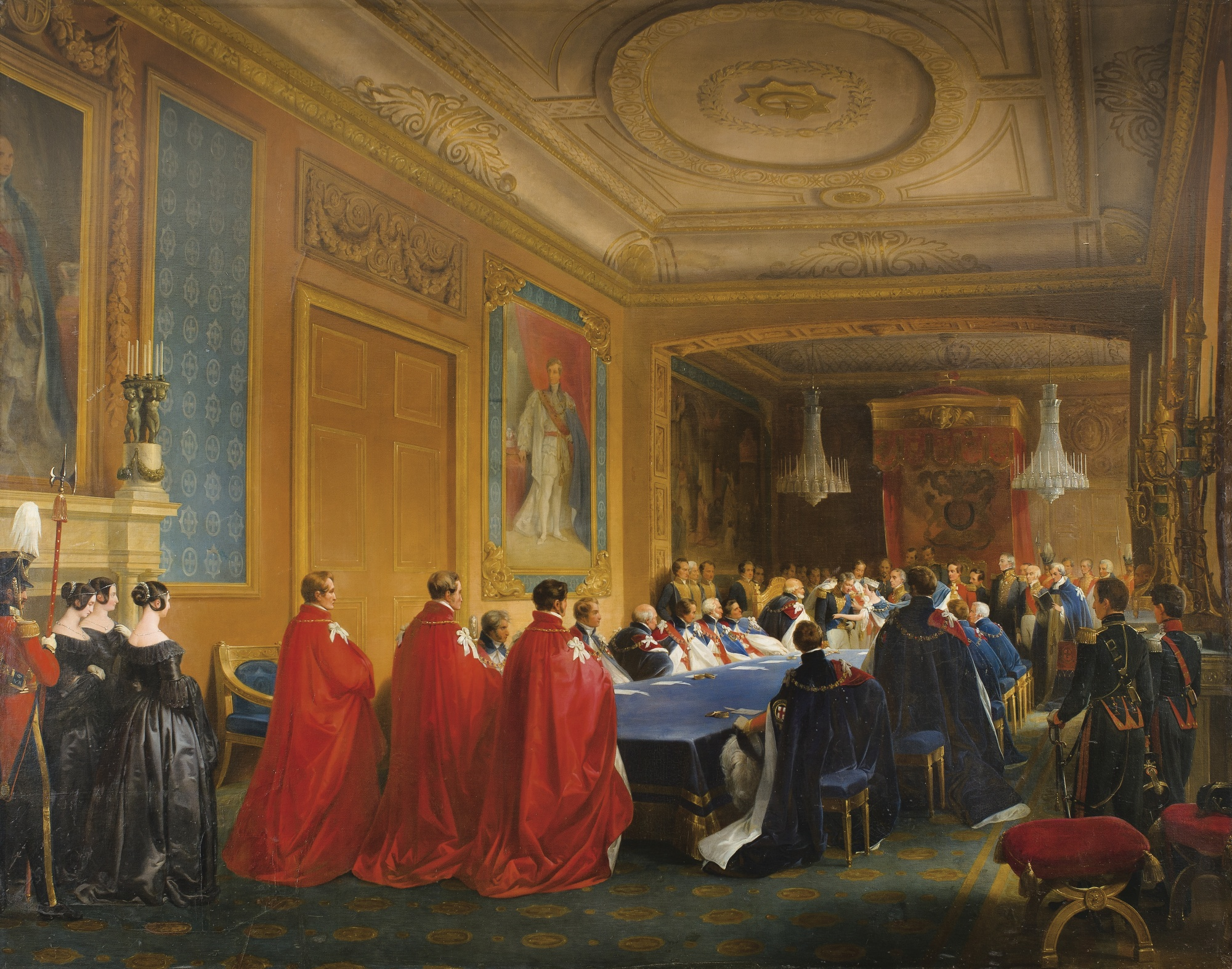
Королю Луи-Филиппу вручается британский орден Подвязки. 1844, частное собрание.
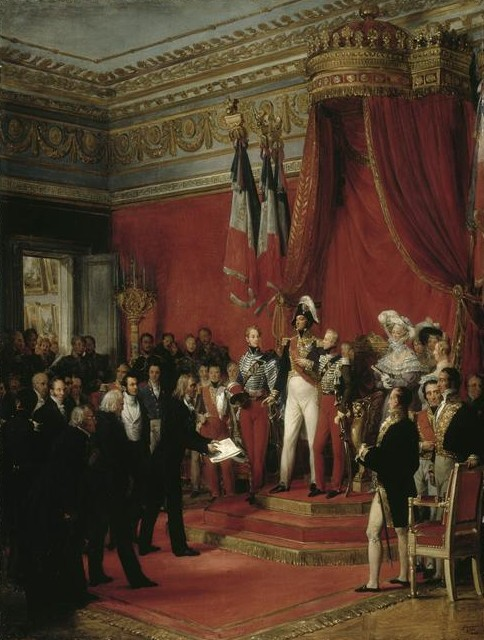
Король Луи-Филипп отказывается от короны, 17 февраля 1831 года предложенной Бельгийским Конгрессом его сыну, герцогу Немурскому. 1836, Версаль.